# Thierry Delcourt
 (janvier 2010).
Si vous disposez d'ouvrages ou d'articles de référence ou si vous connaissez des sites web de qualité traitant du thème abordé ici, merci de compléter l'article en donnant les références utiles à sa vérifiabilité et en les liant à la section « Notes et références ».
Pour les articles homonymes, voir Delcourt.
Thierry Delcourt, né le 5 octobre 1959 à Villemomble et mort le 22 novembre 2011 à Clamart, est un bibliothécaire et historien français.

## Biographie
Élève de l’École des chartes, Thierry Delcourt obtient le diplôme d'archiviste paléographe (5e de sa promotion) grâce à une thèse intitulée Le Roman de Tristan en prose. Édition critique et commentaire de l'épisode du Château des Pucelles (1983). Il poursuit ses recherches par un doctorat ès lettres.
Il est d’abord conservateur au département de l’audiovisuel de la Bibliothèque nationale de France (1983-1989 et 1992-1995) et consultant en organisation et systèmes d’information (1989-1992). En 1996, il prend la direction de la bibliothèque municipale de Troyes devenue la médiathèque de l’agglomération troyenne, qu’il contribue à moderniser et dont il développe largement les services. C’est sous sa direction que s'ouvre la nouvelle bibliothèque municipale à vocation régionale : les deux architectes Pierre du Besset et Dominique Lyon obtiennent le prix de l'Équerre d'argent pour ce bâtiment (2002). Il y a organisé plusieurs expositions, parmi lesquelles Splendeurs de la cour de Champagne au temps de Chrétien de Troyes (1999), Bestiaire du Moyen Âge (2004), Trésors enluminés de Troyes (2006). Il quitte la Médiathèque le 1er septembre 2006.
Devenu conservateur général, il est pendant cinq ans directeur du département des manuscrits de la Bibliothèque nationale de France (2006-2011). Il a été le commissaire de l'exposition La Légende du roi Arthur (20 octobre 2009-24 janvier 2010 ; Grande Galerie du site François-Mitterrand), visitée par près de 35 000 visiteurs.
Membre de la Société internationale arthurienne, il a publié de nombreux ouvrages et articles sur la littérature et l’histoire du Moyen Âge. Il a en particulier participé à plusieurs volumes de l’édition du Roman de Tristan en prose, dirigée par Philippe Ménard, chez Droz (t. II, 1990 ; t. V, 1992) et Champion (version du ms. Français 757, t. II, 1999), ainsi qu’au volume VI de l’édition de la version française du Devisement du monde, de Marco Polo (Droz, 2009). Il est aussi l’auteur d’un Que-sais-je ? consacré à la Littérature arthurienne (Paris, PUF, 2000).
Thierry Delcourt est l'une des personnalités interviewées par Christophe Chabert pour le film documentaire Aux Sources de Kaamelott réalisé entre 2006 et 2010 pour accompagner l'intégrale « Les six livres » des DVD de la série télévisée Kaamelott d'Alexandre Astier.
Il meurt des suites d'un cancer du cerveau à l'âge de 52 ans le 22 novembre 2011.

## Publications
- Du bannissement de Tristan du royaume de Cornouailles à la fin du tournoi du Château des Pucelles (Le Roman de Tristan en prose), Genève : Droz, 1990 (éd.)
- Du tournoi du Château des Pucelles à l'admission de Tristan à la Table ronde (Le roman de Tristan en prose), Toulouse : éd. universitaires du Sud, 1995 (trad.)
- La Bibliothèque bleue et les littératures de colportage [actes de colloque, codir.], Paris : École des chartes, 2000.
- La littérature arthurienne, Paris : PUF, 2000 (Que sais-je ?).
- Bestiaire du Moyen Âge : les animaux dans les manuscrits, Paris : Somogy, 2004 [catalogue d’exposition, codir.]
- Les Croisades : la plus grande aventure du Moyen Âge, Paris : Nouveau Monde, 2007
- La légende du roi Arthur, Paris : BNF, Seuil, 2009.
- Le roi Arthur et les chevaliers de la Table ronde, Paris : Bibliothèque de l'Image, 2009.
- Sébastien Mamerot, Les passages d’outremer, une chronique des croisades jusqu’en 1462 enluminée par Jean Colombe, Cologne : Taschen, 2009.

## Distinctions
- Chevalier de l'ordre des Arts et des Lettres

## Sources
1. ↑  Bibliothèque de l'École des chartes, 1979, vol. 137-2, p. 367
2. ↑  Notice d'autorité du système universitaire de documentation (SUDOC)
3. ↑  Bibliothèque de l'École des chartes, 1983, vol. 141-2, p. 433
4. ↑  Hommage de Stephen G. Nichols de la Johns Hopkins University